# Wereldkampioenschappen boksen vrouwen 2010
De wereldkampioenschappen boksen 2010 vonden plaats van 9 tot en met 18 september 2010 in Bridgetown, Barbados. Het onder auspiciën van AIBA georganiseerde toernooi was de zesde editie van de Wereldkampioenschappen boksen voor vrouwen. In deze editie streden 257 boksers uit 66 landen om de medailles in tien gewichtscategorieën.

## Medailles
| Gewichtsklasse                 | Goud              | Zilver            | Brons                                   |
| ------------------------------ | ----------------- | ----------------- | --------------------------------------- |
| Lichtvlieggewicht (45 – 48 kg) | Mary Kom          | Steluța Duță      | Alice Aparri Nazgul Boranbayeva         |
| Vlieggewicht (– 51 kg)         | Ren Cancan        | Nicola Adams      | Tetyana Kob Hanne Mäkinen               |
| Bantamgewicht (– 54 kg)        | Elena Savelyeva   | Kim Hye-song      | Karolina Michalczuk Csilla Némedi Varga |
| Vedergewicht (– 57 kg)         | Yun Kum-ju        | Yang Yanzi        | Tassamalee Thongjan Rim Jouini          |
| Lichtgewicht (– 60 kg)         | Katie Taylor      | Dong Cheng        | Quanitta Underwood Karolina Graczyk     |
| Halfweltergewicht (– 64 kg)    | Gülsüm Tatar      | Vera Slugina      | Klara Svensson Cashmere Jackson         |
| Weltergewicht (– 69 kg)        | Andrecia Wasson   | Savannah Marshall | Yang Tingting Marichelle de Jong        |
| Middengewicht (– 75 kg)        | Mary Spencer      | Li Jinzi          | Liliya Durnyeva Mária Kovács            |
| Halfzwaargewicht (– 81 kg)     | Roseli Feitosa    | Marina Volnova    | Tímea Nagy Wang Yanrui                  |
| Zwaargewicht (+ 81 kg)         | Nadezda Torlopova | Kateryna Kuzhel   | Li Yunfei Kavita Chahal                 |

## Medaillespiegel
| Plaats | Land             | Goud | Zilver | Brons | Totaal |
| 1      | Rusland          | 2    | 1      | 0     | 3      |
| 2      | China            | 1    | 3      | 3     | 7      |
| 3      | Noord-Korea      | 1    | 1      | 0     | 2      |
| 4      | Verenigde Staten | 1    | 0      | 2     | 3      |
| 5      | India            | 1    | 0      | 1     | 2      |
| 6      | Brazilië         | 1    | 0      | 0     | 1      |
| 6      | Canada           | 1    | 0      | 0     | 1      |
| 6      | Ierland          | 1    | 0      | 0     | 1      |
| 6      | Turkije          | 1    | 0      | 0     | 1      |
| 10     | Engeland         | 0    | 2      | 0     | 2      |
| 11     | Oekraïne         | 0    | 1      | 2     | 3      |
| 12     | Kazachstan       | 0    | 1      | 1     | 2      |
| 13     | Roemenië         | 0    | 1      | 0     | 1      |
| 14     | Hongarije        | 0    | 0      | 3     | 3      |
| 15     | Polen            | 0    | 0      | 2     | 2      |
| 16     | Finland          | 0    | 0      | 1     | 1      |
| 16     | Filipijnen       | 0    | 0      | 1     | 1      |
| 16     | Nederland        | 0    | 0      | 1     | 1      |
| 16     | Thailand         | 0    | 0      | 1     | 1      |
| 16     | Tunesië          | 0    | 0      | 1     | 1      |
| 16     | Zweden           | 0    | 0      | 1     | 1      |
| Totaal | Totaal           | 10   | 10     | 20    | 40     |

## Deelnemende landen
Er deden 257 boksers uit 66 landen mee aan het toernooi.
- Algerije
- Argentinië
- Australië
- Barbados
- Brazilië
- Bulgarije
- Burkina Faso
- Canada
- China
- Chinees Taipei
- Costa Rica
- Dominicaanse Republiek
- Duitsland
- Ecuador
- Egypte
- El Salvador
- Engeland
- Filipijnen
- Finland
- Frankrijk
- Georgië
- Griekenland
- Grenada
- Guatemala
- Guyana
- Honduras
- India
- Ierland
- Italië
- Japan
- Kazachstan
- Kenia
- Kirgizië
- Litouwen
- Mexico
- Moldavië
- Marokko
- Birma
- Nepal
- Nederland
- Nieuw-Zeeland
- Noord-Korea
- Noorwegen
- Oekraïne
- Panama
- Polen
- Puerto Rico
- Roemenië
- Rusland
- Slovenië
- Spanje
- Sri Lanka
- Tadzjikistan
- Thailand
- Tsjechië
- Trinidad en Tobago
- Tunesië
- Turkije
- Venezuela
- Verenigde Staten
- Vietnam
- Wales
- Wit-Rusland
- Zuid-Korea
- Zweden
- Zwitserland